# Krause Buche (Naturdenkmal)

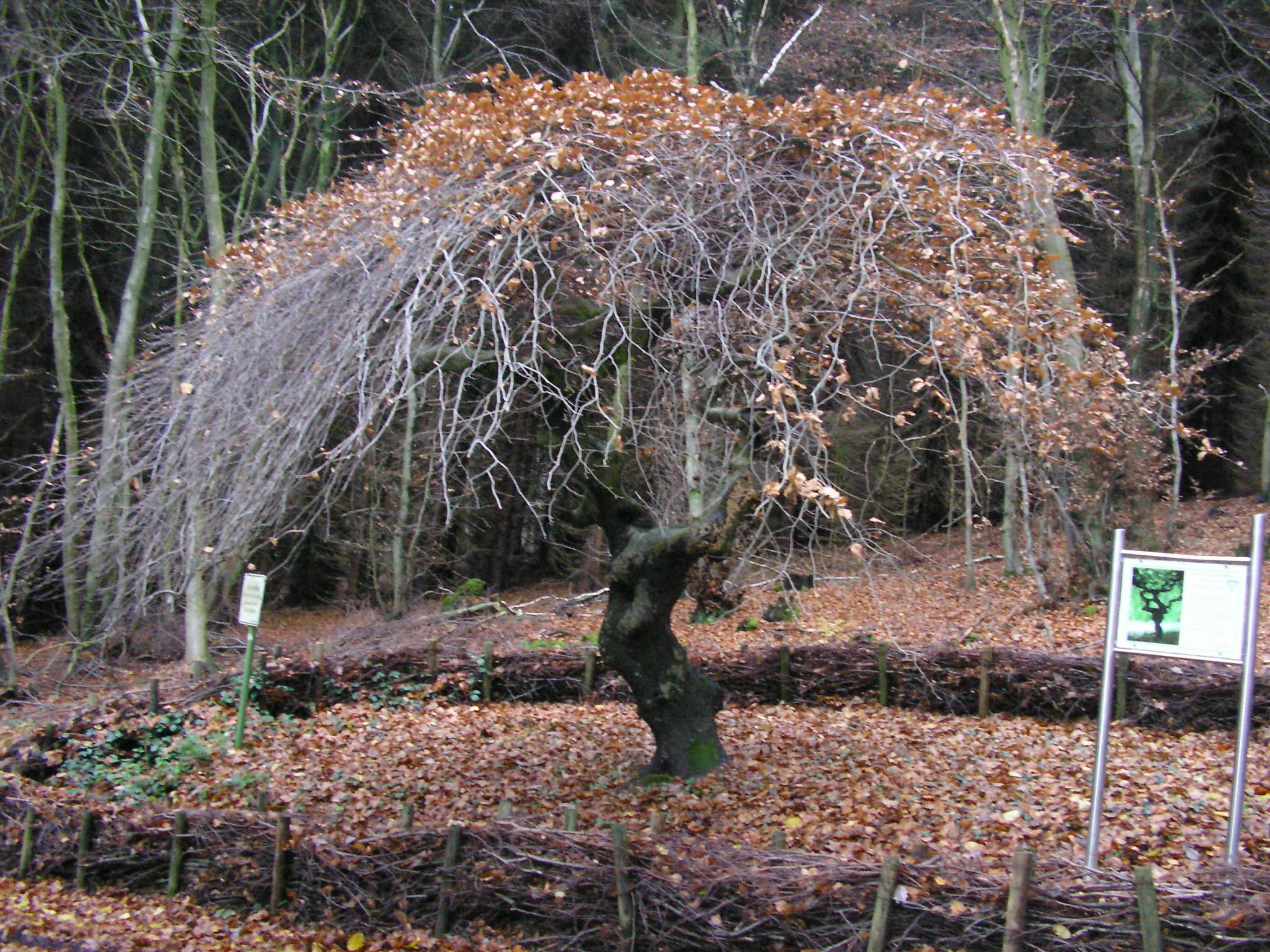
Die Krause Buche

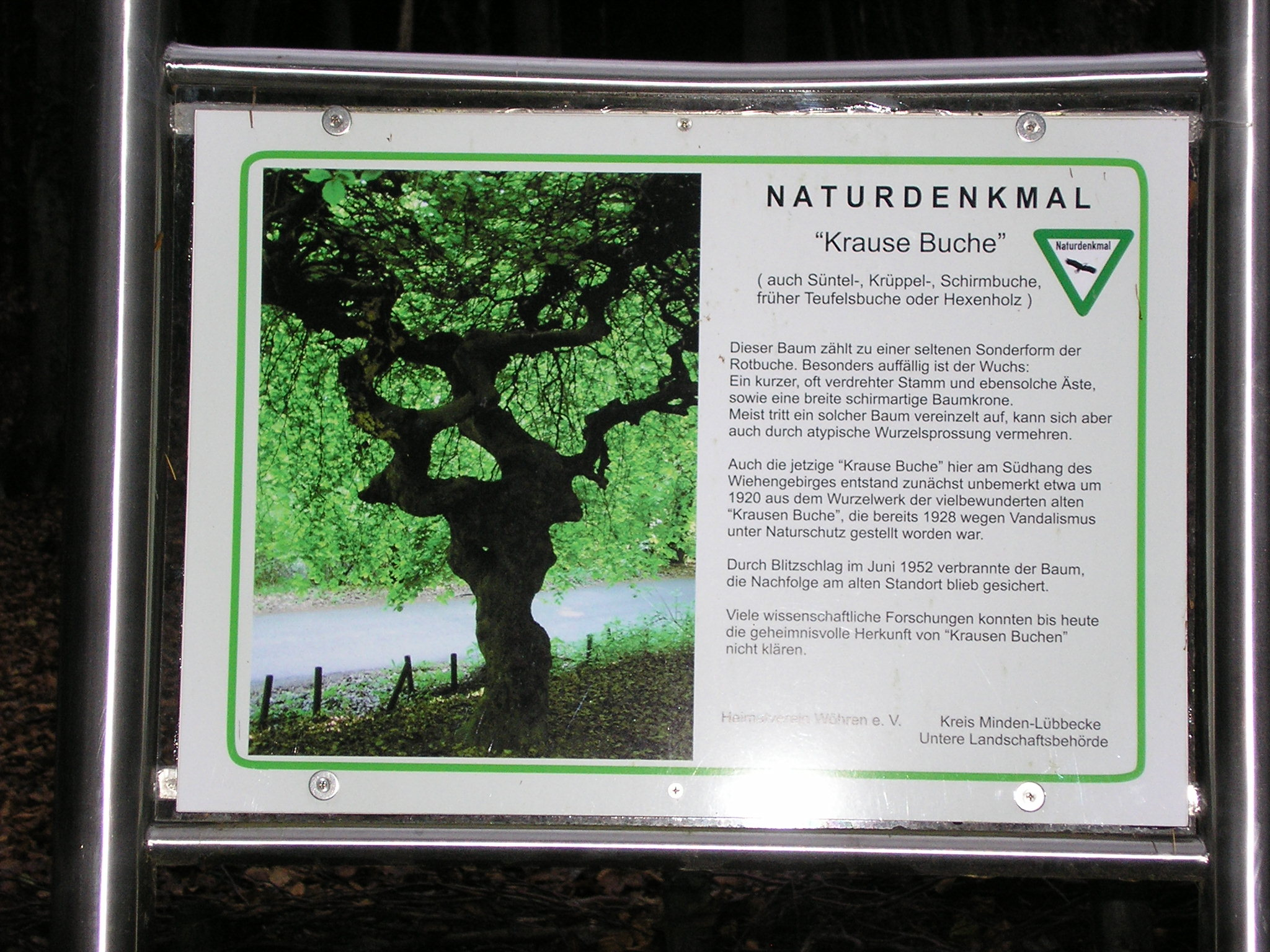
Hinweistafel der Unteren Landschaftsbehörde

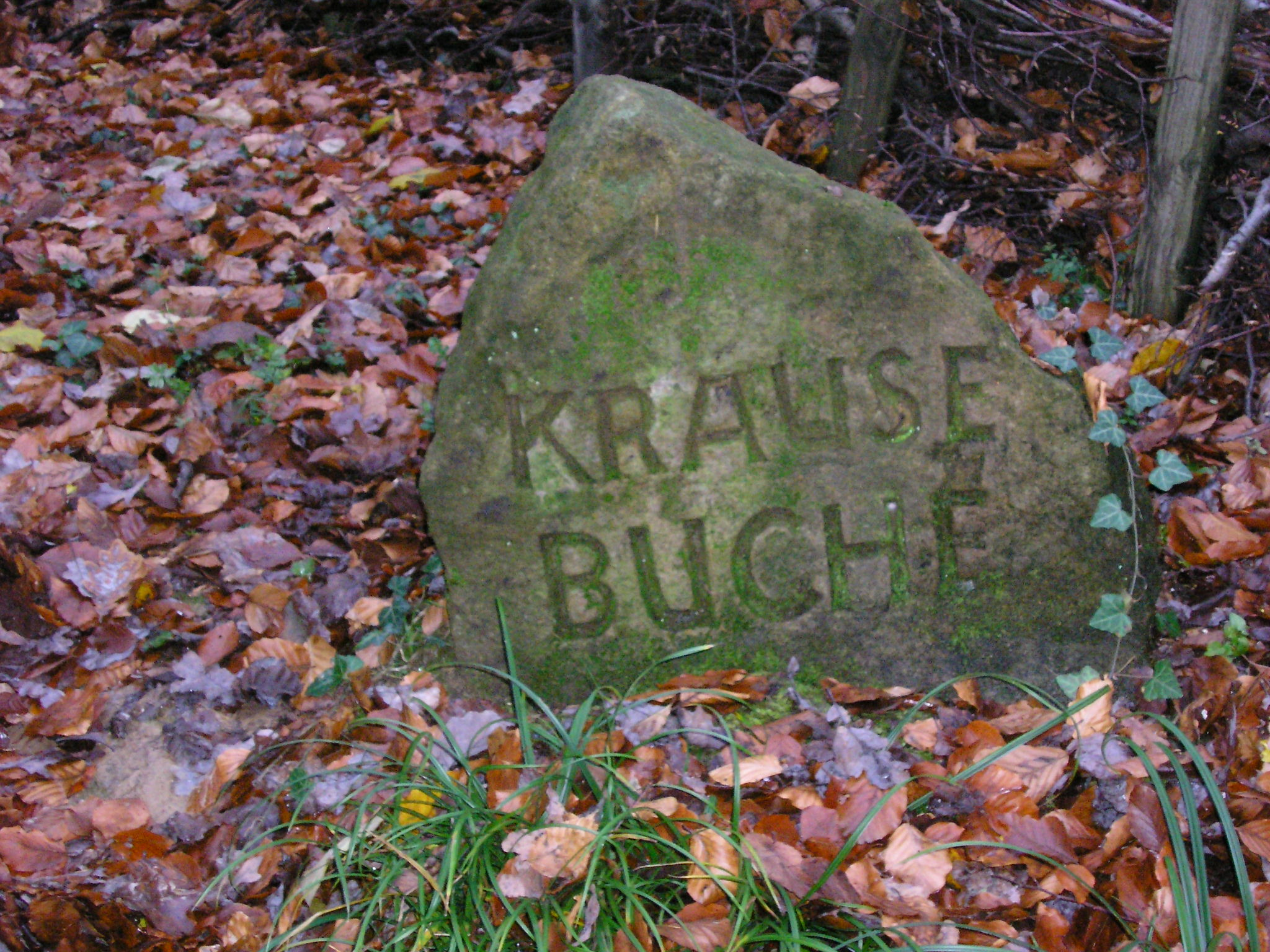
Hinweisstein

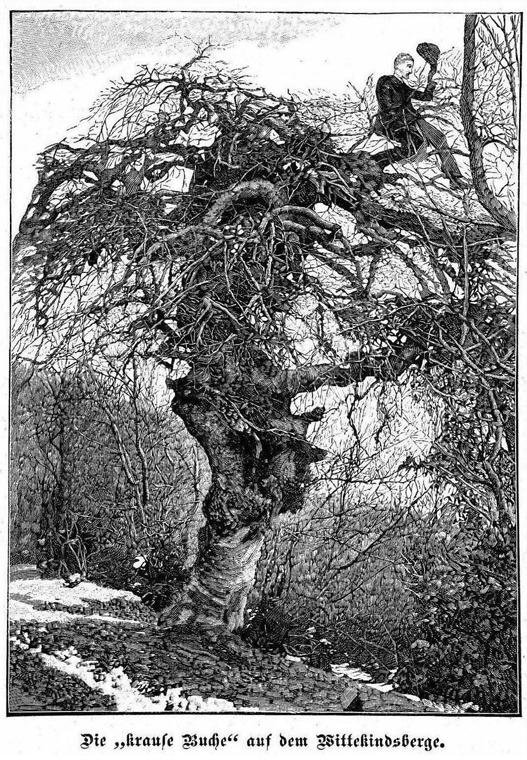
Holzstich von 1890

Die Krause Buche ist ein Naturdenkmal im Westteil des Forstbezirks Eidinghauser Berges im Wiehengebirge im Kreis Minden-Lübbecke.
Bei diesem Baum, der auf dem Gebiet der Stadt Bad Oeynhausen steht, handelt es sich um eine Süntelbuche, eine Sonderform der Rotbuche, die außer im namensgebenden Süntel auch im benachbarten Weser- und Wiehengebirge ihr natürliches Verbreitungsgebiet hat.
Die heutige Krause Buche entstand um das Jahr 1920, zunächst unbemerkt aus der vielbewunderten alten Krausen Buche, die selbst 1928 unter Naturschutz gestellt worden war. Die alte Krause Buche verbrannte im Jahre 1952 infolge eines Blitzschlages.